# Бой у мыса Эсперанс
Бой у мыса Эсперанс (англ. Battle of Cape Esperance), также известный как Второй бой у острова Саво, а также в японских источниках Морской бой у острова Саво (яп. サボ島沖海戦 Сабо-то: оки кайсэн) — ночное морское сражение на Тихом океане, состоявшееся в ночь с 11 на 12 октября 1942 года между японскими и американскими военно-морскими силами. Этот бой стал третьим из пяти крупных морских сражений во время Гуадалканальской кампании и произошёл в проливе между островами Саво и остров Гуадалканал архипелага Соломоновы острова.
Ночью 11 октября японский флот на Соломоновых островах под командованием Гунъити Микавы выслал крупный конвой с подкреплением и снабжением своих сухопутных сил на Гуадалканале. Конвой шёл под прикрытием двух гидроавианосцев и шести эсминцев под командованием контр-адмирала Такацугу Дзёдзимы. В то же самое время в рамках отдельной операции три тяжёлых крейсера и два эсминца под командованием контр-адмирала Аритомо Гото были отправлены для обстрела аэродрома Хендерсон-Филд с целью уничтожения авиации Союзников, которая могла помешать высадке на следующий день и инфраструктуры аэродрома.
Незадолго до полуночи 11 октября американское соединение, состоящее из четырёх крейсеров и пяти эсминцев под командованием контр-адмирала Нормана Скотта, которое патрулировало в проливе Слот у мыса Эсперанс, северной оконечности острова Гуадалканала, обнаружили японскую эскадру на радарах на подходе к острову Саво. Используя эффект неожиданности, корабли Скотта уничтожили один из его крейсеров и один из миноносцев, тяжело повредив другой крейсер и смертельно ранив Гото, не дав оставшимся кораблям Гото провести бомбардировку и заставив их уйти. Во время артиллерийской перестрелки один из эсминцев Скотта затонул, а ещё один крейсер и один эсминец получили тяжёлые повреждения.
Сражение оказалось неожиданным для японского соединения, которое налетело в темноте на американскую эскадру, отслеживающую японские корабли с помощью корабельных радаров. В ходе стычки японцы смогли отойти, потеряв потопленными один тяжелый крейсер и один эсминец, не обстреляв аэродром, но позволив прикрываемому соединению высадить войска. Американцы также потеряли потопленным один эсминец. Тем временем японский конвой снабжения полностью разгрузился на Гуадалканале и начал двигаться в обратном направлении, не замеченный силами Скотта. Позднее, утром 12 октября, четыре японских миноносца из группы поддержки конвоя вернулись, чтобы спасти экипажи подбитых кораблей Гото. Самолёты с Хендерсон-Филд уничтожили два из этих миноносцев днём.
Несмотря на разгром, причинённый японским кораблям, бой имел небольшое стратегическое значение. Двумя ночами позже два японских линкора провели бомбардировку и практически уничтожили Хендерсон-Филд, и значительные японские подкрепления успешно высадились на остров.

## Положение перед сражением
7 августа 1942 года вооруженные силы Союзников (по большей части США) высадились на Гуадалканале, Тулаги и Флоридских островах в архипелаге Соломоновы острова. Целью десанта было не дать использовать их для строительства японских баз, которые бы угрожали транспортным потокам между США и Австралией, а также создание плацдарма для кампании по изоляции главной японской базы в Рабауле и поддержка сухопутных сил союзников в Новогвинейской кампании. Гуадалканальская кампания продлилась шесть месяцев.
Неожиданно для японских войск на рассвете 8 августа их атаковали войска Союзников, главным образом американская морская пехота, высадившаяся на Тулаги и ближайших небольших островах, а также у строящегося японского аэродрома у Лунга-Пойнт на Гуадалканале (позднее достроенного и названного Хендерсон-Филд). Авиация Союзников, базировавшаяся на Гуадалканале, получила название «ВВС Кактуса» (CAF) по кодовому названию Союзников Гуадалканала.
В ответ Генеральный штаб Вооружённых сил Японии отправил подразделения японской 17-й армии, корпус, базировавшийся в Рабауле, под командованием генерал-лейтенанта Харукити Хякутакэ, с приказом вернуть контроль над Гуадалканалом. Подразделения японской 17-й армии начали прибывать на Гуадалканал 19 августа.
Из-за угрозы со стороны авиации CAF, базировавшейся на Хендерсон-Филд, японцы не могли использовать крупные медленные транспортные суда для доставки солдат и вооружения на остров. Вместо этого они использовали главным образом легкие крейсеры и эскадренные миноносцы, которые обычно успевали сделать рейс через пролив Слот к Гуадалканалу и обратно за одну ночь, таким образом минимизируя угрозы воздушных атак. Однако таким способом было возможно доставлять только солдат без тяжёлого вооружения и припасов, в том числе без тяжелой артиллерии, автомобилей, достаточных запасов пищи, а только то, что солдаты могли унести на себе. Кроме того, эсминцы были нужны для охраны обычных конвоев. Эта скоростная доставка военными кораблями имела место в течение всей кампании на Гуадалканале и получила название «Токийский экспресс» у союзников и «Крысиная транспортировка» у японцев.

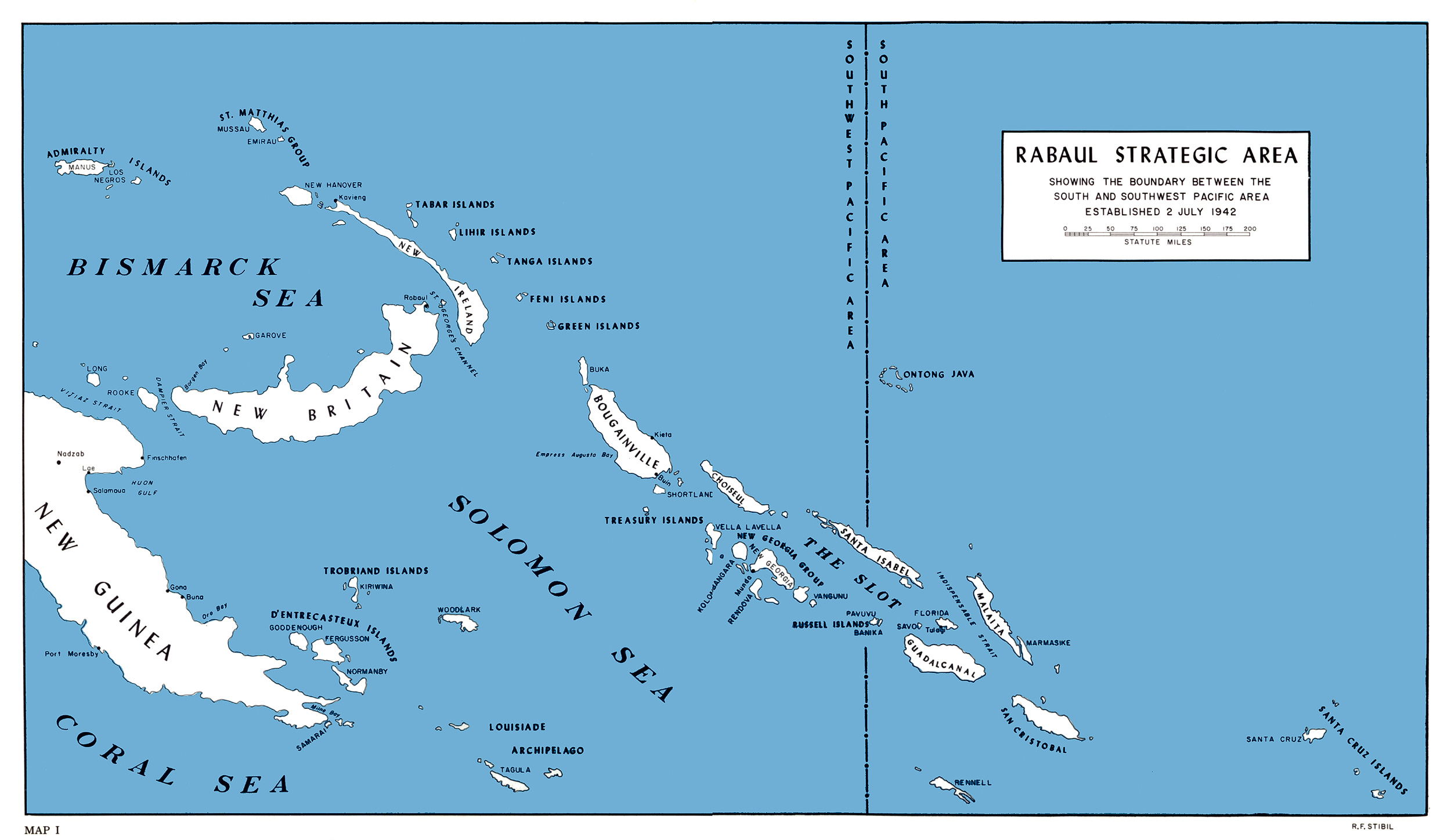
Соломоновы острова находятся в южной части Тихого океана. Японская база Рабаул вверху слева. Гуадалканал (внизу справа) лежит в юго-восточном конце пролива «Слот», по которому шли корабли японского «Токийского экспресса».

В связи с тем, что до войны японский флот интенсивно проводил ночные учения, японцы контролировали воды вокруг Соломоновых островов в ночное время. Тем не менее, японские корабли оказывались в радиусе действия авиации CAF (около 200 миль (320 км)) и днём они подвергались воздушным атакам. Эта ситуация сохранялась в течение нескольких месяцев кампании. Эта смена господства в море с восходом и заходом солнца неоднократно приводило к перемене фортуны, которое было характерно для всей битвы за Гуадалканал.
Первое наступление японской армии на Хендерсон-Филд состоялось 21 августа 1942 года и известно как бой у реки Тенару, а следующее, битва за хребет Эдсона, продолжалось с 12 по 14 сентября; оба наступления закончились неудачей.
Японцы предприняли следующую попытку вернуть Хендерсон-Филд 20 октября и перекинули большую часть 2-й и 38-й пехотных дивизий, в общей сложности 17 500 человек, из Голландской Ост-Индии в Рабаул и приготовили к переброске на Гуадалканал. С 14 сентября по 9 октября многочисленные Токийские экспрессы доставляли солдат 2-й пехотной дивизии генерала Хякутакэ на Гуадалканал. Кроме крейсеров и эсминцев, в некоторых рейсах использовался гидроавианосец Ниссин, который доставлял тяжёлое вооружение на остров, включая автомобили и тяжёлую артиллерию, которые другие корабли Токийского экспресса не могли взять на борт из-за недостатка места. Японский флот продолжал поддерживать сухопутные силы путём доставки необходимых подкреплений и грузов на остров, отражая воздушные атак с Хендерсон-Филд и проводя бомбардировки аэродрома.
Тем временем генерал-майор Миллард Ф. Хармон, командующий силами Армии США в южной части Тихого океана, убедил вице-адмирала Роберта Л. Гормли, командующего всеми силами Союзников в южной части Тихого океана, что морской пехоте на Гуадалканале необходимы немедленные подкрепления, чтобы Союзники могли уверенно защитить остров от будущего японского наступления. В результате 8 октября 2 837 солдат 164-го пехотного полка американской армии погрузились на транспорты в Новой Каледонии для переброски на Гуадалканал с предполагаемой датой прихода 13 октября.

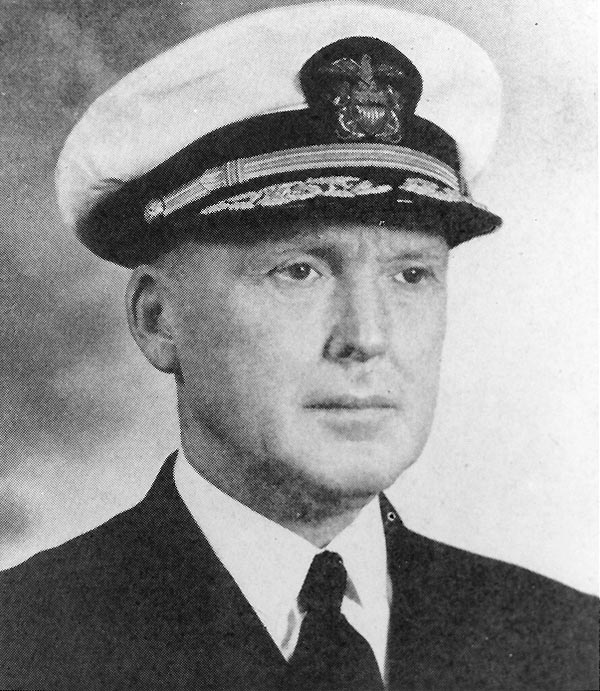
Контр-адмирал США Норман Скотт.

Для защиты транспортов, перевозящих 164-й полк на Гуадалканал Гормли выделил соединение TF64, включавшее четыре крейсера (Сан-Франциско, Бойс, Солт-Лейк-Сити и Хелена) и пять эсминцев (Фаренхолт, Данкен, Бьюкенен, МакКала и Лэффи) под командованием контр-адмирала США Нормана Скотта, чтобы перехватывать и уничтожать любые корабли приближающиеся к острову и угрожающие конвою. Скотт провёл одни ночные учения со своими кораблями 8 октября, а затем взял курс на юг от Гуадалканала мимо острова Реннелла 9 октября, чтобы пресечь любые перемещения японских кораблей в южной части Соломоновых островов.
Продолжая приготовления к октябрьскому наступлению, японский 8-й флот под командованием вице-адмирала Гунъити Микавы со штаб-квартирой в Рабауле, подготовил большой и важный рейс Токийского экспресса, который должен был отправиться ночью 11 октября. К Ниссину должен был присоединиться гидроавианосец Титосэ для доставки 728 солдат, четырёх больших гаубиц, двух горных пушек, одного зенитного орудия и большого количества разнообразных боеприпасов и прочего снабжения с японских баз на Шортлендских островах и на Бугенвиле (в Буине) на Гуадаканал. Шесть эсминцев, пять из которых перевозили солдат, должны были сопровождать Ниссин и Титосэ. Конвоем, названным японцами «Группа Подкрепления», командовал контр-адмирал Такацугу Дзёдзима. В то же самое время в рамках отдельной операции три тяжёлых крейсера из 6-го дивизиона крейсеров, Аоба, Кинугаса и Фурутака, под командованием контр-адмирала Аритомо Гото, должны были провести бомбардировку Хендерсон-Филд специальными осколочными снарядами с целью уничтожения самолётов CAF и инфраструктуры аэродрома. Два эсминца, Фубуки и Хацуюки, были выделены для поддержки 6-го дивизиона крейсеров. Так как американский флот давно не пытался остановить рейсы Токийского экспресса на Гуадалканал, японцы не ожидали противодействия надводного флота США этой ночью.

## Ход боя

### Перед боем

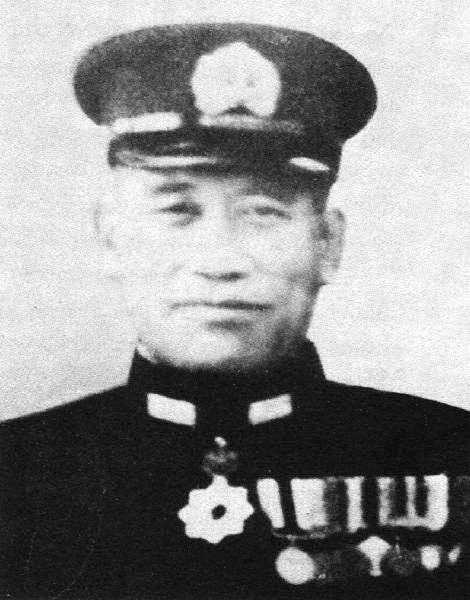
Контр-адмирал Аритомо Гото

В воскресенье, 11 октября, в 08:00 группа подкрепления Дзёдзимы покинула якорную стоянку на Шортлендских островах и начала свой путь длиной 250 миль (400 км) по проливу Слот к Гуадалканалу. Ниссин и Титосэ сопровождали шесть эсминцев: Асагумо, Нацугумо, Ямагумо, Сираюки, Муракумо и Акидзуки. Гото отправился с Шортлендских островов к Гуадалканалу в 14:00 в тот же самый день.
Для защиты группы подкрепления от атак авиации Союзников на Гуадалканале, 11-й воздушный флот Японии, базировавшийся в Рабауле, Кавьенге и Буине запланировал два авианалёта на Хендерсон-Филд 11 октября. «Истребительная группа зачистки» из 17 A6M Zero появилась над Хендерсон-Филд только после полудня, однако не смогла завязать бой с американскими самолётами. Через 45 минут подошла к Хендерсон-Филд вторая волна японских самолётов — 45 бомбардировщиков Mitsubishi G4M2 тип 1 и 30 истребителей  Zero. В воздушном бою с авиацией «Кактус» были сбиты два истребителя Союзников и один бомбардировщик. Несмотря на то, что японский авианалёт не принёс значительных разрушений на земле, он помешал бомбардировщикам «Кактуса» найти и атаковать группу подкрепления. Так как группа подкрепления прошла через пролив Слот, истребители 11-го воздушного флота с Буина стали прикрывать её с воздуха. В связи с особой важностью этого конвоя для стратегических планов японского штаба последним взлетевшим самолётам было приказано прикрывать конвой до наступления темноты, а затем приводнить самолёты с тем, чтобы их экипажи подобрали эсминцы группы подкрепления. Все шесть Zero затонули; только один пилот был спасён.
Разведывательный самолёт Союзников обнаружил конвой Дзёдзимы в 210 милях (340 км) от Гуадалканала между островами Коломбангара и Шуазёль в проливе Слот в 14:45 того же дня и сообщил о двух «крейсерах» и шести эсминцах. Эскадра Гото, следовавшая за конвоем, не была обнаружена. Получив сообщение о кораблях Дзёдзимы, в 16:07 Скотт развернулся к Гуадалканалу для их перехвата.
До этого момента Союзники несли большие потери в ночных морских сражениях с японским флотом, потеряв восемь крейсеров и три эсминца и не затопив ни одного японского корабля. Зная о преимуществах японцев в ночных боях, Скотт разработал простой план предстоящего сражения. Его корабли должны были двигаться колонной, причём в авангарде и арьергарде колонны крейсеров находились бы эсминцы. Эсминцы должны были освещать любые цели прожекторами и выпускать торпеды, в то время как крейсера должны были открывать огонь по любым доступным целям без предупреждения. Гидросамолёты крейсеров, выпущенные заранее, должны были найти и осветить японские корабли. Несмотря на то, что Хелена и Бойс были оборудованы новыми усовершенствованными радарами, Скотт выбрал флагманом Сан-Франциско.
В 22:00, когда корабли Скотта миновали мыс Хантер на северо-западной оконечности Гуадалканала, три крейсера Скотта подняли в воздух гидросамолёты. Один из них разбился при взлёте, но остальные два отправились на патрулирование окрестностей островов Саво и Гуадалканал, а также пролива Железное дно. В то время как гидросамолёты были запущены силы Дзёдзимы только проходили гористое северо-западное побережье Гуадалканала, и эскадры не увидели друг друга. В 22:20 Дзёдзима радировал Гото и сообщил, что поблизости он не обнаружил никаких американских кораблей. Несмотря на то, что позднее корабли Дзёдзимы услышали звуки гидросамолётов Скотта во время разгрузки на северном берегу Гуадалканала они не смогли сообщить о них Гото.
В 22:33 сразу после прохождения мыса Эсперанс корабли Скотта построились в боевую колонну. Возглавили колонну Фаренхолт, Данкен и Лэффи за ними шли Сан-Франциско, Бойс, Солт-Лейк-Сити и Хелена. Бьюкенен и МакКалла шли в арьергарде. Дистанция между кораблями составляла от 500 до 700 ярдов (от 460 до 640 м). Видимость была плохой, так как луна уже скрылась за горизонтом, в результате чего не было ни рассеянного света, ни был виден горизонт в море.

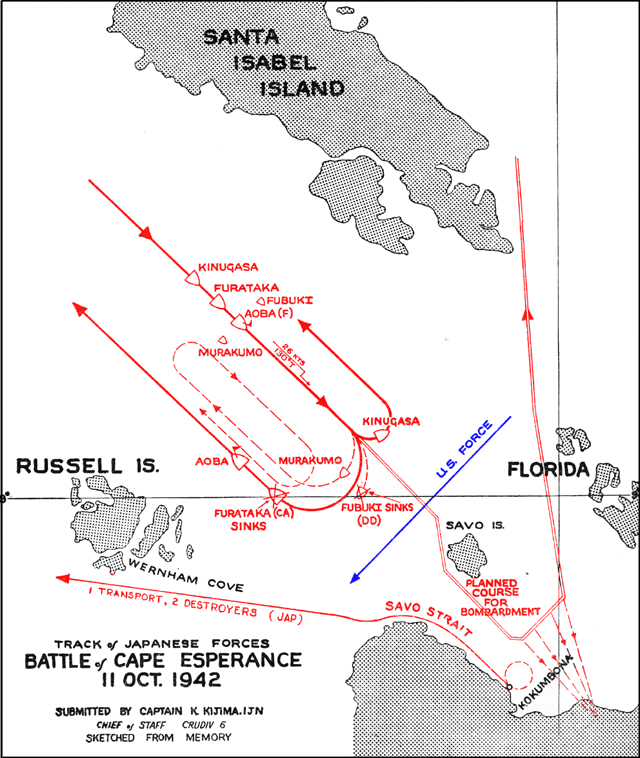
Карта, на которой отмечены маршруты Гото и Дзёдзимы во время сражения. Светло-серой линией вокруг острова Саво обозначен запланированные подход кораблей Гото для бомбардировки и отход с места сражения после завершения задачи. Неправильно обозначен Муракумо(это Хацуюки).

Эскадра Гото прошла несколько дождевых шквалов, пока не подошла к Гуадалканалу на скорости 30 узлов (56 км/ч). Флагманский корабль Гото Аоба возглавлял колонну японских крейсеров, за ним шли Фурутака и Кинугаса. Фубуки шёл по правому борту от Аобы, а Хацуюки по левому. В 23:30 корабли Гото вышли из последнего дождевого шквала и их обнаружили радары Хелены и Солт-Лейк-Сити. Японские корабли, напротив, не были оборудованы радарами, и они не знали о присутствии Скотта.

### Ход боя
В 23:00 самолёт Сан-Франциско обнаружил корабли Дзёдзимы, отходящие от Гуадалканала и сообщил о них Скотту. Скотт, полагая, что большая часть японских кораблей ещё в пути, продолжил идти тем же курсом к западу от острова Саво. В 23:33 Скотт приказал своей колонне развернуться на юго-запад под углом 230°. Все корабли Скотта поняли приказ как движение колонной, кроме собственного корабля Скотта, Сан-Франциско. В то время как три эсминца авангарда начали поворот, Сан-Франциско повернул вместе с ними. Бойс следующий за ним, последовал за Сан-Франциско, таким образом исключив три эсминца из строя.
В 23:32 радар Хелены обнаружил японские корабли в 27 700 ярдах (25 300 м). В 23:35 радары Бойса и Данкена также обнаружили корабли Гото. С 23:42 по 23:44 Хелена и Бойс сообщили о контакте Скотту на Сан-Франциско, который ошибочно решил, что два крейсера ошибочно увидели три американских эсминца, которые выпали из колонны после поворота кораблей. Скотт радировал Фаренхолту, чтобы узнать, пытается ли эсминец занять своё место во главе колонны. Фаренхолт ответил: «Подтверждаю, двигаюсь у вас по правому борту», подтвердив мнение Скотта, что контакты на радаре были его собственными эсминцами.
В 23:45 Фаренхолт и Лэффи, ещё не знающие о приближении кораблей Гото, повысили скорость, чтобы вернуться в начало колонны. Экипаж Данкена, однако, решил, что Фаренхолт и Лэффи начали атаку японских кораблей, и увеличили скорость, чтобы выпустить торпеды, не поставив Скотта в известность о том, что они делают. Радар Сан-Франциско наконец увидел японские корабли, но Скот не был поставлен об этом в известность. В 23:45 корабли Гото были только в 5000 ярдах (4600 м) от группы Скотта и их заметили наблюдатели с Хелены и Солт-Лейк-Сити. Американские корабли в этот момент находились в положении «палочки над Т» к японской колонне, что давало эскадре Скотта значительное тактическое преимущество. В 23:46, всё ещё полагая, что Скотт видит быстро приближающиеся японские корабли, Хелена запросила по радио разрешения открыть огонь, послав Скотту два слова: «Interrogatory Roger» (означает запрос на атаку). Скотт ответил: «Roger» (имеет два значения: «Вас понял» и «Хорошо, согласен»), имея в виду, что сообщение получено, но не давая приказа открыть огонь. После получив от Скотта «Roger», Хелена, решив, что разрешение получено, открыла огонь, за ней последовал Бойс, Солт-Лейк-сити, и к удивлению Скотта, Сан-Франциско.

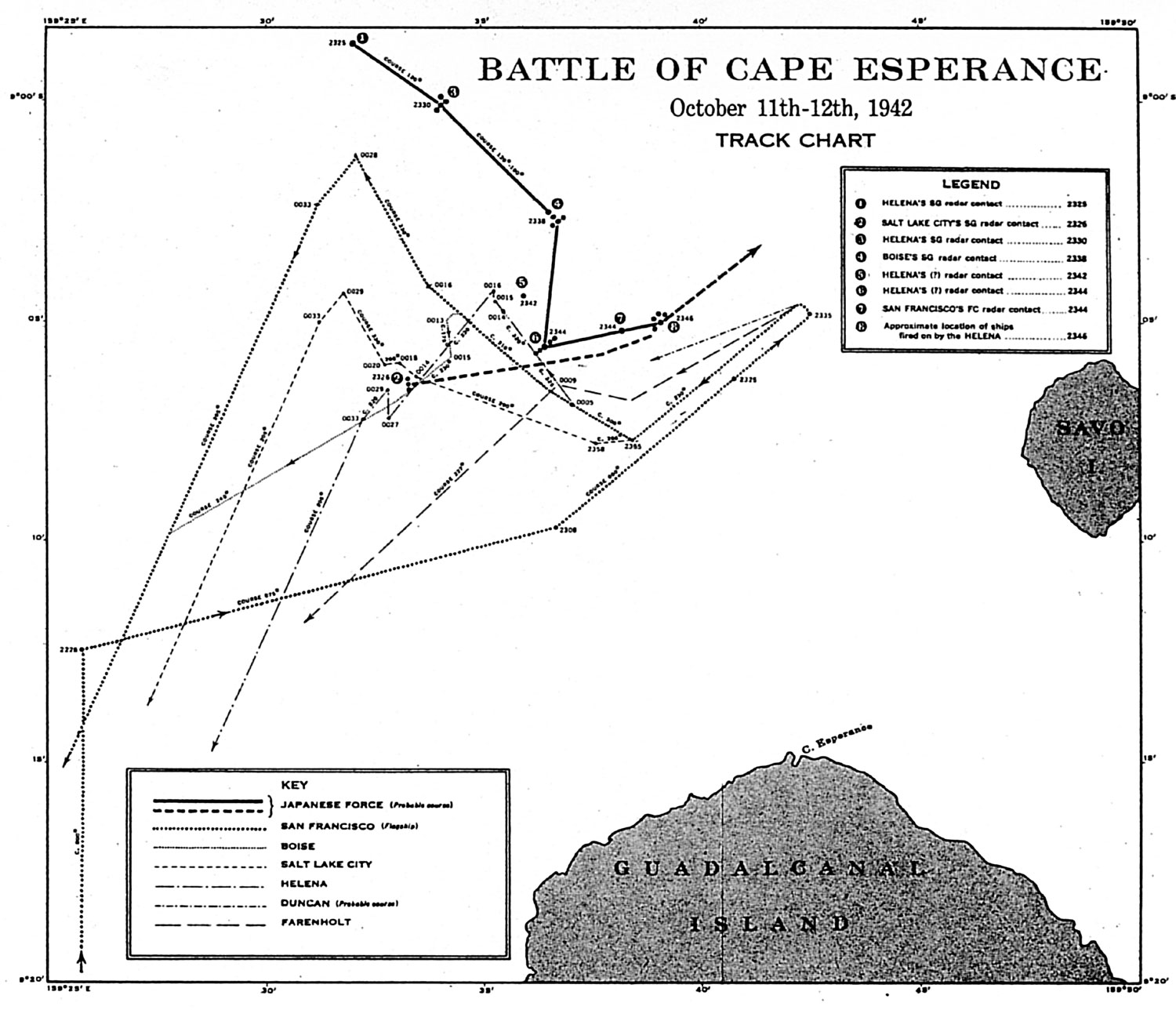
Схема движения американских кораблей во время боя (тонкие линии), без перемещений каждого из японских кораблей (верхняя, толстая линия).

Для Гото встреча с американскими кораблями стала полной неожиданностью. В 23:43 наблюдатели Аобы заметили корабли Скотта, но Гото решил, что это корабли Ёсимы . Двумя минутами позже наблюдатели Аобы идентифицировали корабли как американские, но Гото не принял это во внимание и приказал своим кораблям включить опознавательные огни. Пока экипаж Аобы выполнял приказ Гото, первый американский снаряд попал в надстройку Аобы. В Аобу за короткое время попало до 40 снарядов с Хелены, Солт-Лейк-Сити, Сан-Франциско, Фаренхолта и Лэффи. Попадания снарядов тяжело повредили системы коммуникации Аобы и уничтожили две башни главного калибра, а также управление артиллерийским огнём. Несколько крупнокалиберных снарядов прошли через мостик Аобы, не взорвавшись, но они ударной волной убили многих находящихся там, смертельно ранив Гото.
Скотт, всё ещё не понимая, по кому ведут огонь его корабли, и опасаясь, что под огонь попали его собственные эсминцы, приказал прекратить огонь в 23:47, но не все корабли выполнили приказ. Скотт приказал Фаренхолту семафором показать своё местоположение и после того, как увидел, что Фаренхолт находится рядом с его колонной, приказал снова открыть огонь в 23:51.
Аоба, продолжая получать попадания снарядов, развернулся через правый борт, направился от кораблей Скотта и поставил дымовую завесу, в результате чего большинство кораблей Скотта решило, что Аоба затонула. Корабли Скотта сконцентрировали огонь на Фурутаке, которая следовала за Аобой. В 23:49 Фурутака получила попадание в собственный торпедный аппарат, что привело к большому пожару, который нанёс даже больший ущерб, чем корабли Скотта. В 23:58 торпеда от Бьюкенена попала Фурутаке в носовое машинное отделение. В то же самое время Сан-Франциско и Бойс заметили Фубуки в 1400 ярдах (1300 м) и осветили его прожектором, и вскоре к его обстрелу присоединилась большая часть оставшихся кораблей Скотта. Тяжело повреждённый, Фубуки начал тонуть. Кинугаса и Хацуюки развернулись вокруг левого борта (вместо правого) и избежали непосредственного внимания кораблей Скотта.
Во время перестрелки Фаренхолт получил несколько попаданий и от японских, и от американских кораблей, которые привели к жертвам среди экипажа. Эсминец вышел из-под перекрёстного огня, пересекая курс Сан-Франциско и направился к свободной стороне колонны Скотта. Данкен, всё ещё устремившийся в торпедную атаку на японское соединение, также получил артиллерийские попадания с обеих сторон, и, горящий, попытался уйти от перекрёстного огня.

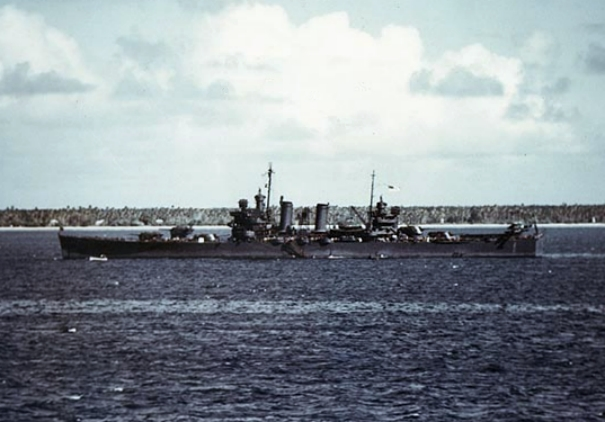
Американский крейсер Бойс в Эспириту-Санту, Новые Гебриды в августе 1942 года.

Когда корабли Гото развернулись и на всех парах пошли прочь от американских кораблей, Скотт приказал своему соединению собраться и развернулся догонять уходящие японские корабли. В 00:06 две торпеды от Кинугасы едва не попали в Бойс. Бойс и Солт-Лейк-Сити направили прожектора на японские корабли, чтобы подсветить цели, но вместо этого сами стали мишенями для артиллеристов Кинугасы. В 00:10 два снаряда от Кинугасы взорвались на Бойсе в районе погребов боезапаса носовой артиллерии и башни главного калибра. В результате взрыва погибло более 100 человек и создалась угроза взрыва боеприпасов. Однако морская вода, попавшая в корпус, погасила огонь и предотвратила взрыв. Бойс немедленно отклонился от курса и вышел из боя. Кинугаса и Солт-Лейк-Сити обменялись залпами, каждый попал в другого несколько раз, что привело к незначительным разрушениям на Кинугасе и повреждению котельных Солт-Лейк-Сити, в результате чего скорость корабля снизилась.
В 00:16 Скотт приказал своим кораблям развернуться под углом 330°, чтобы попытаться догнать японские корабли. Однако корабли Скотта быстро потеряли контакт с кораблями Гото, и стрельба прекратилась около 00:20. Американское соединение рассеялось, так как Скотт приказал повернуть под углом 205°.

### Отступление
Во время боя между кораблями Скотта и Гото группа подкрепления Дзёдзимы закончила разгрузку на Гуадалканале и начала обратный путь, незамеченная кораблями Скотта, воспользовавшись маршрутом к югу от островами Раселла и Нью-Джорджией. Несмотря на тяжёлые повреждения, Аоба смогла присоединиться к Кинугасе, отходящей на север по проливу Слот. Повреждения Фурутаки привели к потере электроснабжения около 00:50, в результате крейсер затонул в 02:28 в 22 милях (35 км) к северо-западу от острова Саво. Хацуюки поднял спасшихся с Фурутаки и присоединился к отступающим севернее.
Бойс погасил пожары к 02:40 и в 03:05 присоединился к соединению Скотта. Горящий Данкен был покинут экипажем около 02:00. Не зная о судьбе Данкена, Скотт отправил МакКалла на поиски и ушёл с оставшейся эскадрой к Нумеа, прибыв днём 13 октября. МакКалла обнаружил горящий покинутый Данкен около 03:00, и некоторые члены экипажа Маккалла совершили попытку спасти её от затопления. В 12:00, тем не менее, они покинули корабль в связи с невозможностью его спасти и Данкен затонул в 6 милях (9,7 км) к северу от острова Саво. Американские моряки на катерах с Гуадалканала и с МакКалла подняли спасшихся с Данкена, плавающих в море вокруг острова Саво. Было спасено 195 членов экипажа Данкена; 48 погибло. Во время спасения экипажа Данкена американцы обнаружили около 100 спасшихся с Фубуки, плавающих в тех же самых водах. Японцы сначала отказывались от всех попыток их поднять, но днём позже позволили себя спасти и стали военнопленными.

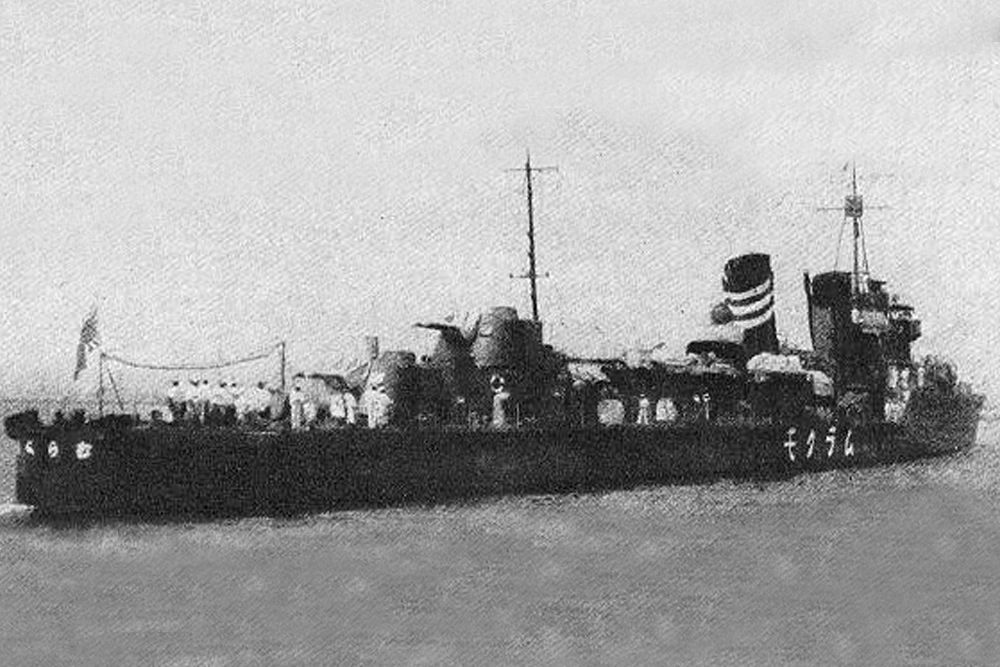
Японский эсминец Муракумо.

Ёшима, узнав о том, что произошло с кораблями Гото, отправил эсминцы Сираюки и Муракумо на помощь Фурутаке или её спасшимся членам экипажа и Асагумо и Нацугумо на встречу с Кинугасой, которая остановилась севернее, чтобы прикрыть отход кораблей Дзёдзимы. В 07:00 пять пикировщиков SBD Dauntless с Хендерсон-Филд атаковали Кинугасу, но не добились попаданий. В 08:20 ещё 11 SBD нашли и атаковали Сираюки и Муракумо. Несмотря на то, что они не добилиь прямых попаданий, близкий разрыв повредил Муракумо, и он стал оставлять нефтяной след, по которому его могли найти самолёты ВВС «Кактуса». Немногим позже 7 SBD и 6 торпедоносцев TBF Avenger при поддержке 14 F4F Wildcat нашли два японских эсминца в 170 милях (270 км) от Гуадалканала. Во время очередной атаки Муракумо получил торпедное попадание и потерял электроснабжение. В то же самое время Аоба и Хацуюки пришли к японской базе на Шортлендских островах в 10:00.
Отправившиеся на помощь Муракумо, Асагумо и Нацугумо были атакованы ещё одной группой 11 SBD и TBF, эскортируемых 12 истребителями, в 15:45. Одна из бомб SBD попала почти в середину палубы Нацугумо, а два близких разрыва привели к ещё большим повреждениям. После того, как Асагумо принял экипаж эсминца, Нацугумо затонул в 16:27. Авиация «Кактуса» добилась ещё нескольких попаданий в неподвижный Муракумо, вызвав большие пожары. После того, как команда покинула корабль, Сираюки утопил его торпедой, поднял спасшихся и присоединился к японской эскадре, возвращавшейся на Шортлендские острова.

## Последствия и значение боя
Капитан Кикунори Кидзима, глава штаба Гото и командир бомбардировочной группы на обратном пути на Шортлендские острова после смерти Гото в бою, утверждал, что утопил два американских крейсера и один эсминец. Капитан Фурутаки, спасшийся со своего корабля, считал причиной потери своего крейсера плохую воздушную разведку и плохое руководство 8-м флотом штабом адмирала Микавы. Несмотря на то, что миссия бомбардировки аэродрома была провалена, транспортный конвой Дзёдзимы успешно доставил критически необходимые подкрепления и вооружение на Гуадалканал. Аоба была направлена в японский город Куре на ремонт, который был завершён 15 февраля 1943 года. Кинугаса затонула месяцем позже во время Морского сражения за Гуадалканал.

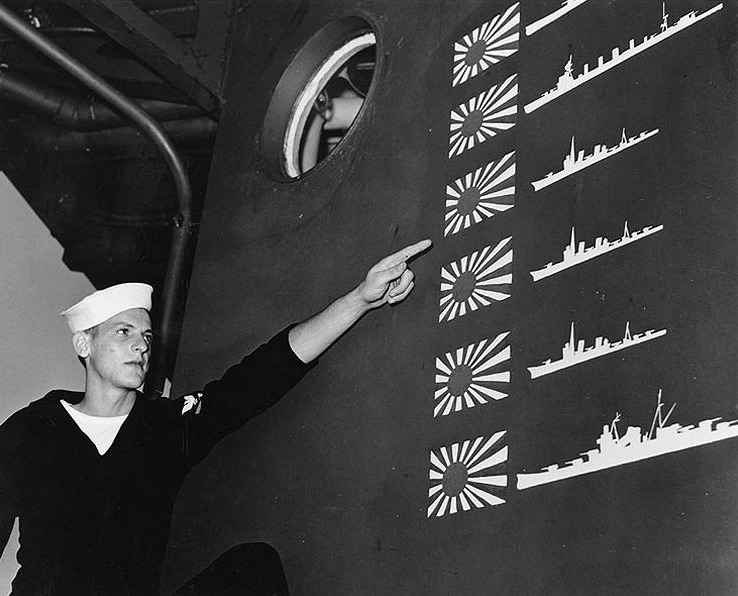
Американский моряк показывает победы на борту крейсера Бойс после возвращения корабля после ремонта в ноябре 1942 года. Нарисовано, что Бойс участвовал в потоплении трёх крейсеров и трёх эсминцев, что сильно превышало реальные потери японцев в этом бою.

Скотт отрапортовал, что его корабли затопили три японских крейсера и четыре эсминца. Новости о победе быстро были опубликованы в американских средствах массовой информации. Бойс, который был повреждён настолько сильно, что потребовался переход в Филадельфию на ремонт, прессой был показан, как «корабль, стоящий целого флота», что во многом было связано с тем, что названия других участвовавших в бою кораблей по соображениям секретности не раскрывались. Ремонт Бойса продолжался до 20 марта 1943 года.
Несмотря на тактическую победу США, бой у мыса Эсперанс имел довольно небольшое стратегическое влияние на ситуацию на Гуадалканале. Через два дня ночью 13 октября японские линкоры Конго и Харуна провели бомбардировку и практически уничтожили Хендерсон-Филд. Днём позже большой японский конвой успешно доставил 4 500 солдат и вооружение на остров. Эти солдаты и вооружения завершили японские приготовления к большой наступательной операции, назначенной на 23 октября. Американский конвой прибыл на Гуадалканал 13 октября, как и планировалось, и доставленные подразделения стали ключевыми участниками со стороны Союзников решающей сухопутной битвы за Хендерсон-Филд, которая состоялась 23-26 октября 1942 года.
Победа при мысе Эсперанс помогла американским морякам получить необходимые навыки ночного боя, но не дала адекватно оценить возможности японского флота в это время суток. Но американцы по-прежнему были в неведении относительно дальности и мощности японских торпед, эффективности японской ночной оптики, и выучки большинства японских командиров эсминцев и крейсеров. Делая неправильные выводы из результатов этого боя, американские командиры в последующих ночных морских сражениях на Соломоновых островах упорно пытались доказать преимущество американской морской артиллерии перед в действительности более эффективными японскими торпедными атаками. Эта уверенность была разрушена только двумя месяцами позже в бою у Тассафаронга, в котором японские торпеды нанесли американскому флоту одно из самых тяжёлых поражений в его истории. Оглядываясь назад, можно прийти к выводу, что удача сделала для победы Скотта в этом бою так же много, как и самоуверенность Гото, для которого встреча кораблей Скотта стала полной неожиданностью. Младший офицер Хелены позднее писал: «Мыс Эсперанс стал трёхсторонней битвой, в которой удача была главным победителем.»